# Silver Spring (Metro de Washington)
Silver Spring es una estación en la línea Roja del Metro de Washington, administrada por la Autoridad de Tránsito del Área Metropolitana de Washington. La estación se encuentra localizada en 8400 Colesville Road en Silver Spring, Maryland. La estación Silver Spring fue inaugurada el 6 de febrero de 1978. La estación es compartida con la línea Brunswick del tren de cercanías MARC Train.

## Descripción
La estación Silver Spring cuenta con 1 plataforma central y 2 plataformas laterales (MARC Train). La estación también cuenta con 26 espacios para bicicletas con 30 casilleros.

## Conexiones
La estación cuenta con las siguientes conexiones de autobuses: 
- Rutas del MetroBus